# Boudewijn Neuteboom
Boudewijn Berend Neuteboom (Bandung, 18 juli 1941 – 3 augustus 2024) was een modefotograaf die werkte in mode-, reclame-, illustratieve en culinaire fotografie. 

## Levensloop
Hij werd in Nederlands-Indië geboren als oudste zoon van het Nederlandse echtpaar Johanna Wilhelmina Hulsekamp uit Groningen en Hendrik Willem Neuteboom uit Ommen. Zijn vader was plantagebeheerder op de rubberplantage Toge. Nadat zijn vader in september 1953 bij een roofoverval op het kantoor van de plantage was vermoord, ging het gezin terug naar Nederland. Boudewijn was sinds 1968 getrouwd met schoonheidsspecialiste en freelance model Grietje Beers.
Na het afronden van zijn HBS-opleiding (Het Rijnlands Lyceum Oegstgeest), werd hij op basis van zijn werk toegelaten tot de fotografie- en filmopleiding van de Academie voor Beeldende Kunsten Sint-Joost in Breda. Hij leerde het proces van kleurvergroten tijdens een stage bij Agfa-Gevaert in Antwerpen en behaalde cum laude zijn diploma in 1964. De stad Breda kende hem de St. Joost Penning toe, die samen ging met een opdracht om Spaanse dansen vast te leggen. Vervolgens zwierf Neuteboom fotograferend door Europa. In 1967 keerde hij terug naar Nederland met een opdracht van diamantairs De Beers om foto's te maken voor hun advertentiecampagne "Diamonds are Forever". In 1967 kwam hij bij Avenue terecht en heeft, naast zijn reclamewerk, voor dat maandblad twee decennia lang mode en beauty gefotografeerd.  
Vanaf 1982 werd het aantal opdrachten na een wijziging op de hoofdredactie van Avenue minder, in 1985 bleek het voor Neuteboom met de modefotografie bij Avenue gedaan. Voor de culinaire en illustratieve fotografie kreeg hij tot eind jaren tachtig nog wel opdrachten. De periode van ruim twee decennia die hij voor Avenue werkte, was voor Boudewijn Neuteboom buitengewoon belangrijk geweest, maar de manier waarop de werkrelatie met Avenue eindigde, vond hij teleurstellend.
Van 1983 tot 1985 gaf Neuteboom les aan de Gerrit Rietveldacademie in Amsterdam. Het combineren van het onderwijs met zijn dagelijkse werkzaamheden als fotograaf bleek echter een uitdaging en toen hij in 1985 begon met het regisseren van reclamespots, besloot hij te stoppen met lesgeven. Filmen vond hij echter een teleurstelling, omdat hij de commercialwereld nog vluchtiger en koeler vond dan die van de reclamefotografie. Hoewel hij een passie had voor filmen, vond hij het gebrek aan controle slopend. Desondanks werd zijn werk bekroond met prijzen van de Art Directors Club Nederland.
In 1989 had Neuteboom de eer om als jurylid te dienen voor de allereerste Photography Awards of the Netherlands, een prijs die in het leven was geroepen door de Stichting PANL (Photographers Association of the Netherlands) en bedoeld was als een jaarlijkse competitie voor de commerciële fotografie. 
In 1993 werd een overzichtstentoonstelling van Neuteboom op het Fotofestival Naarden getoond. Dit retrospectief gaf een beeld van de omvang en verscheidenheid van zijn oeuvre. Neuteboom besloot, vanwege zijn gemoedstoestand op dat moment, de tentoonstelling te gebruiken als zijn afscheid van het vak. Hij maakte een moeilijke tijd door. Naast de desillusie uit zijn ervaringen als commercialregisseur, werd hij geconfronteerd met gebeurtenissen uit zijn jeugd in Indonesië, zoals het Jappenkamp en de gewelddadige dood van zijn vader. Boudewijn Neuteboom onderging een crisis in 1994, maar kwam in 1995 tot rust door een reis naar Indonesië te maken. 
In 1998 was hij opnieuw jurylid voor de achtste Photography Awards of the Netherlands, en nam hij het voorzitterschap van de vereniging PANL op zich.
Neuteboom werd beschouwd als een bescheiden en introverte man. Hij kenmerkte zich als een fotograaf die openstond voor indrukken en zijn intuïtie volgde, zonder zich te laten beperken door vastomlijnde denkbeelden. Zijn foto's hebben een impressionistische uitstraling. Boudewijn Neuteboom gaf modefotografie een levendig, reportageachtig karakter door het verhalende aspect een rol te laten spelen en kon de informatie herleiden tot de meest essentiële kenmerken. Zijn werk wordt beschouwd als eigenzinnig, tijdloos en zonder invloeden van anderen. Neuteboom wordt gezien als baanbrekend, niet alleen qua inhoud, maar ook in materiaalgebruik. Hij varieerde met de korrelgrootte van het lichtgevoelige materiaal, experimenteerde met beeldvoering, gebruikte groothoeklenzen en paste kadrering toe, zonder dat daar een bewuste strategie aan ten grondslag lag. Hij maakte voornamelijk gebruik van kleine camera's zoals het kleinbeeld- en 6x6 formaat, zodat hij snel kon reageren op wat hij voor zijn lens zag. Hij bewoog mee met zijn modellen om met zijn enthousiasme inspiratie op te wekken bij de geportretteerden. Voor hem zat de echte uitdaging in de kleurenfotografie. Zijn werk varieerde van kleine tot grote stillevens, zowel in de studio als op locatie, van eenvoudige productfoto's tot complexe composities, van individuele portretten tot grote groepen.
Neuteboom overleed op 83-jarige leeftijd.

## Erkenning
- In 1979 ontving hij de 'Gouden Camera' van de Art Directors Club Nederland voor zijn fotografie in een advertentiecampagne voor 'VAT 69'.
- Het jaar daarop ontving hij de Capi-Lux Alblas Prijs, die dat jaar voor het eerst werd uitgereikt.
- In 1986 werd het werk van Neuteboom opgenomen in het boek 50 Jahre moderne Farbfotografie 1936-1986
- 1986-1989: Zijn tv-reclamespots werden bekroond met prijzen van de Art Directors Club Nederland.